# Shahrak (huyện)
Shahrak là một huyện thuộc tỉnh Ghowr, Afghanistan. Dân số thời điểm năm 1999 là 59,995 người.